# 1292 Luce
1292 Luce је астероид главног астероидног појаса са средњом удаљеношћу од Сунца која износи 2,542 астрономских јединица (АЈ).
Апсолутна магнитуда астероида је 11,3 а геометријски албедо 0,181.